# Pappa Goriot

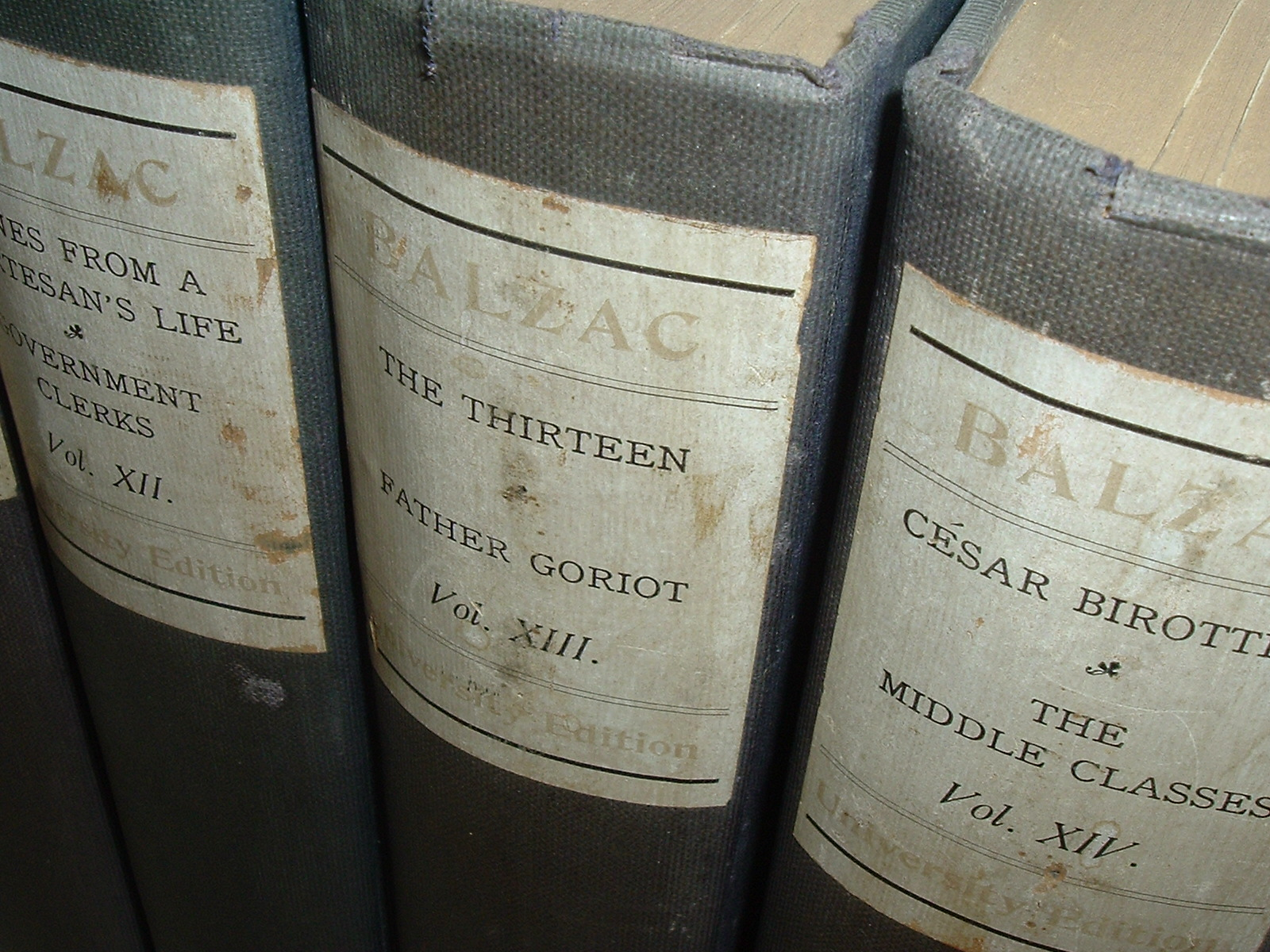
1901 års upplaga av The Works of Honoré de Balzac, där Pappa Goriot ingår.

Pappa Goriot (fransk originaltitel: Le Père Goriot) är en roman utgiven 1835 av den franske författaren Honoré de Balzac. Boken ingår i den svit romaner Balzac kallade "La Comédie humaine" ("den mänskliga komedin"), underserien Scènes de la vie parisienne. Andra verk i den serien är Överste Chabert, César Birotteau och Kurtisanernas liv. Balzacs ursprungliga utkast delar in Pappa Goriot i sex delar.
I kapitel 9 förekommer uttrycket "som spindlar i en burk", som på ryska har blivit ett talesätt (как пауки в банке) för inbördes strider utan vinning.

## Bakgrund
Pappa Goriot skrevs 1834-1835 när Balzac var 35 år gammal och började publiceras löpande i Revue de Paris under hösten 1834, varefter den gavs ut som samlat verk i bokform 1835.
Många av Balzacs verk kräver för sammanhanget att man läst andra av hans böcker, men Pappa Goriot går att läsa helt fristående, vilket lett till att boken blivit en av författarens mest lästa, så till den grad att bokens huvudperson, "Rastignac", på franska kommit att betyda "begåvad ung man som till (nästan) varje pris föresatt sig att lyckas" (analogt med streber).

## Handling i sammanfattning
Trots bokens titel är det inte "Pappa Goriot" själv som är huvudperson, utan Eugène de Rastignac, en ung, idealistisk och synnerligen ambitiös juridikstuderande som bor på samma nedgångna pensionat som Goriot på rue Neuve-Sainte-Geneviève i en sjaskig Parisförort. På pensionatet lär Eugène känna Vautrin, en mystisk uppviglare, som senare avslöjas vara Trompe-la-Mort ("som lurar döden").
Eugène bestämmer sig för att skjuta något på studierna för att försöka nästla sig in i Parissocieteten, och bestämmer sig (med Goriots samtycke) att inleda ett förhållande med en av Goriots gifta döttrar, Delphine.

## På film, TV och teater
Det har gjorts minst sex filmatiseringar.
- Miniserie från 1968 av BBC med Michael Goodliffe i titelrollen; sändes även på PBS år 1971
  - Pappa Goriot på Internet Movie Database (engelska)